# Kovolesklec gama
Kovolesklec gama (Autographa gamma syn. Plusia gamma) je druh motýla z čeledi můrovitých (Noctuidae). Vyskytuje se v celé Evropě.

## Morfologie
Přední křídla mají tmavohnědou barvu, při předním okraji s charakteristickou zlatou skvrnkou ve tvaru řeckého písmene gama. Zadní křídla jsou šedožluté s širokým hnědým roztřepením. Rozpětí křídel kolem 45 mm. Housenka je zelenožlutá nebo zelená, má jen tři páry zadních nohou, tělo ke konci rozšířené, na zádové části 6 nezřetelných světlých čar, na bocích světle žluté pásky probíhající podél dýchacích otvorů. Celé tělo housenky pokrývají řídké drobné tečky na bradavkách. Tělo dospělé housenky měří kolem 32 mm.

## Kovolesklec gama jako škůdce
Je to polyfágní druh, v některých letech způsobuje značné škody. Škodí housenky, které konzumují listy. Při masovém výskytu ničí téměř celou listovou čepel.

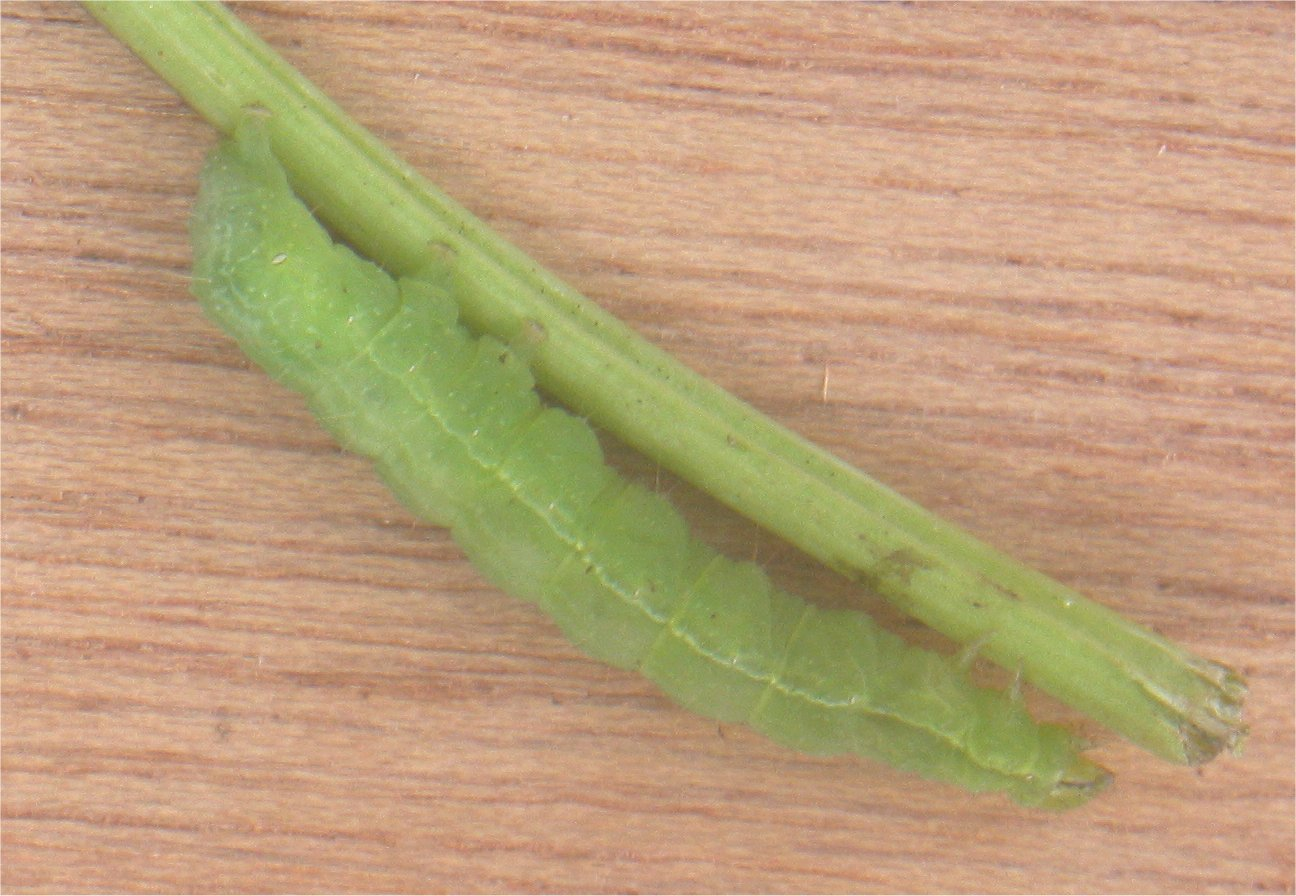
Housenka motýla

### Vývoj
Škůdce přezimuje obyčejně ve stadiu housenky na hostitelských rostlinách nebo pod suchými zbytky na zemi, ale může přezimovat i v jiných stádiích. Na jaře po zakuklení vylétají motýli, které v květnu nebo začátkem června kladou vajíčka na listy rozličných kulturních rostlin. Housenky jedné generace poškozují často hrách, řepu a brambory. Zakuklí se do volných zámotků, nejčastěji v místě žerou. V srpnu se objevují motýli, kteří kladou vajíčka na řepě, jeteli a na jiných rostlinách. Housenky této generace přezimují.